# 東京女子薬学専門学校 (旧制)
| 東京女子薬学専門学校 （東京女子薬専） | 東京女子薬学専門学校 （東京女子薬専） |
| ------------------------------------- | ------------------------------------- |
| 創立                                  | 1930年                                |
| 所在地                                | 東京府豊多摩郡代々幡町笹塚            |
| 初代校長                              | 矢野静雄                              |
| 廃止                                  | 1951年                                |
| 後身校                                | 明治薬科大学                          |
| 同窓会                                | 明薬会                                |

東京女子薬学専門学校（とうきょうじょしやくがくせんもんがっこう）は、1930年（昭和5年）に設立された日本の旧制薬学専門学校。明治薬科大学の旧制前身校の一つ。
東京女子薬学校が専門学校令に準拠した学校として昇格。のち新制大学の明治薬科大学・田無校として認可された。その後、明治薬科大学薬学部厚生薬学科→薬剤学科となった。
なお、同時期東京薬学専門学校女子部（1931年-1949年）も存在したが、こちらは東京薬科大学女子部の旧制前身校。

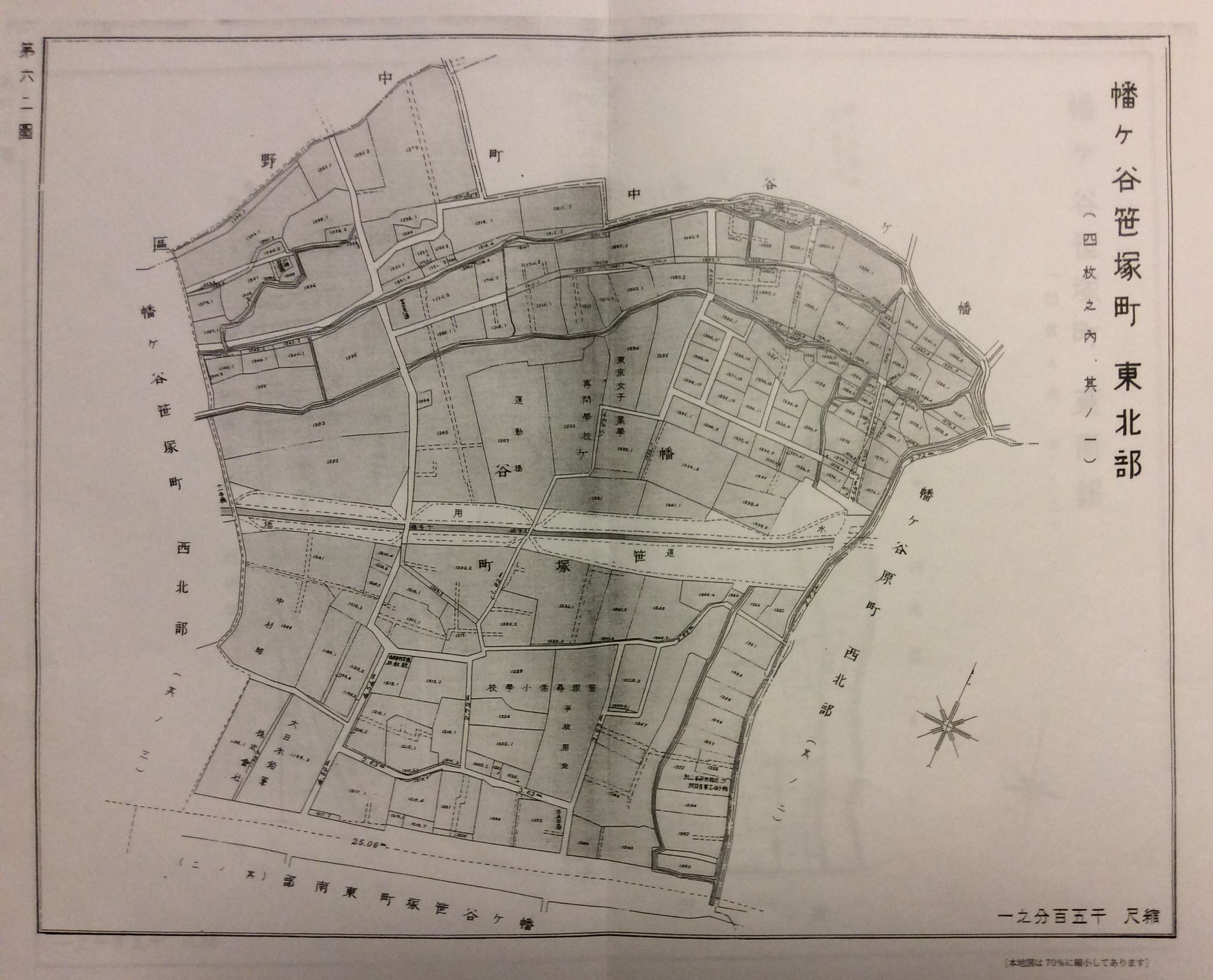
1920年（大正9年）調査、幡ヶ谷笹塚町地籍図（縮尺1/1,500）、編集兼発行者・船橋治『復刻版、東京地籍図渋谷区編・第1巻』発行所・不二出版、発行・2012年（平成24年）11月22日

## 沿革
- 1907年　明治薬学校に東京女子薬学校設置（神田区神田三崎町）。同年麹町区紀尾井町に移転。
- 1920年　甲種薬学校（修業年限3年）へ移行
- 1930年　笹塚に移転。東京女子薬学専門学校として認可。
- 1946年　田無町に移転。
- 1950年　明治薬科大学・田無校として認可

## 歴代校長
東京女子薬学校
- 恩田重信；1907年3月 - 1919年3月
- 杉野森太郎；1919年3月 - 1930年1月
- 矢野静雄；1930年1月 - 1930年4月

東京女子薬学専門学校
- 矢野静雄；1930年11月 - 1933年3月
- 西崎弘太郎；1933年4月 - 1938年8月
- 加藤静雄；1938年10月 - 1952年3月